# Kirrweiler (Pfalz)

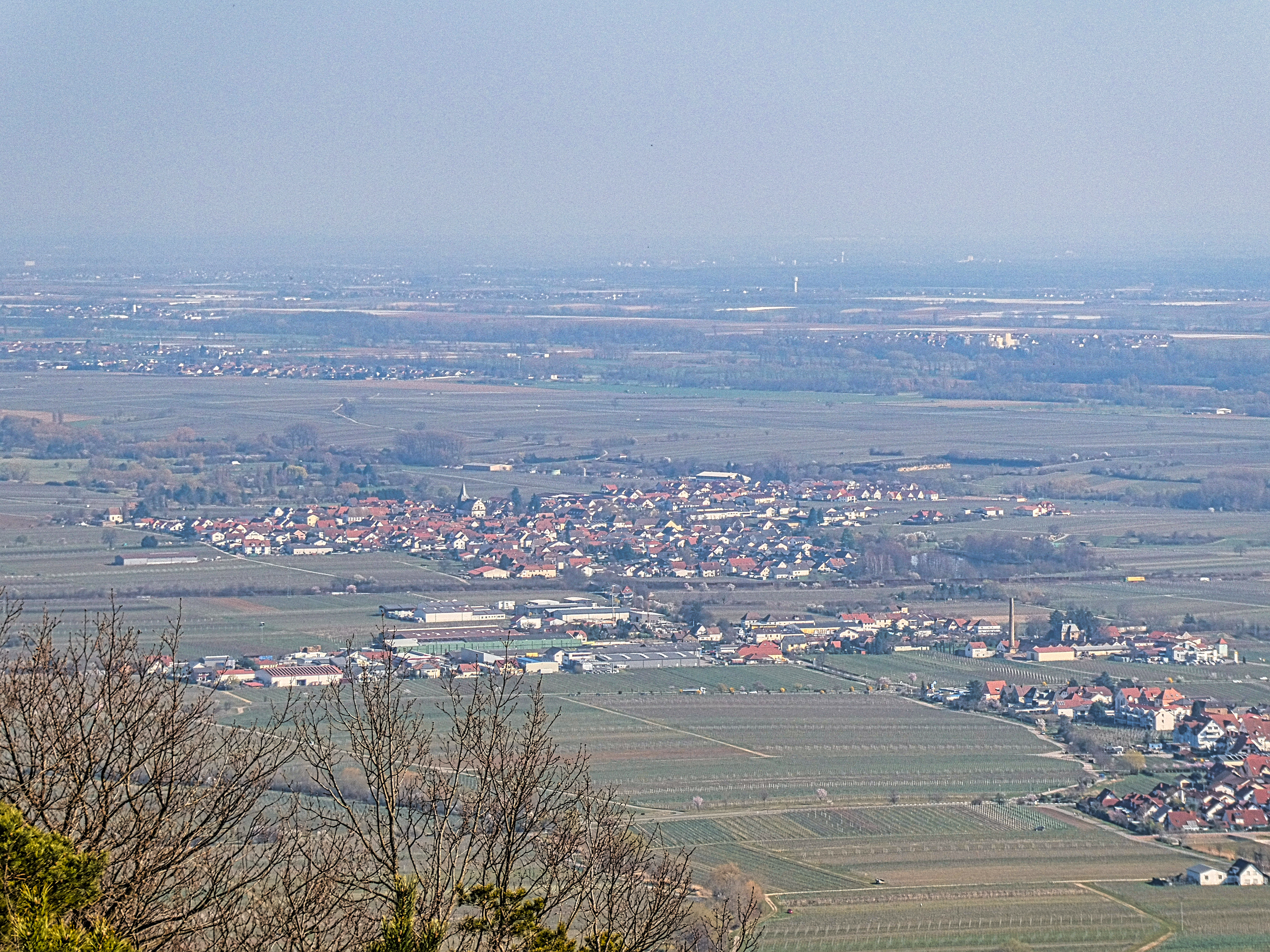
Kirrweiler – Blick vom Sommerberg

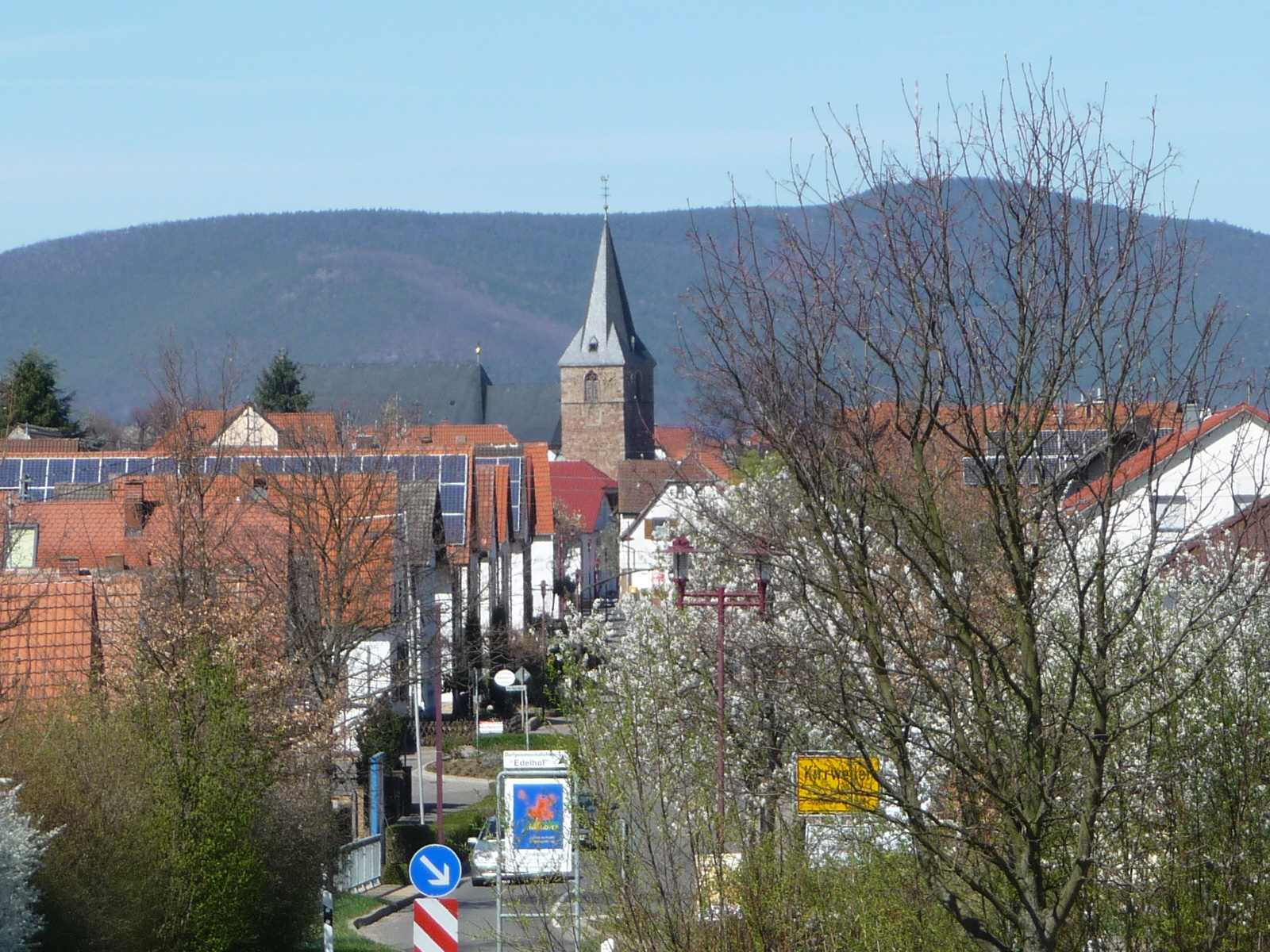
Blick auf Kirrweiler

Kirrweiler (Pfalz) ist eine Ortsgemeinde im Landkreis Südliche Weinstraße in Rheinland-Pfalz. Sie gehört der Verbandsgemeinde Maikammer an, innerhalb derer sie hinsichtlich der Fläche die größte Ortsgemeinde darstellt.

## Geographie

### Lage
Kirrweiler liegt in der Pfalz zwischen Neustadt an der Weinstraße und Landau in der Pfalz am Rande des Pfälzerwaldes. Zur Gemeinde gehören zwei Exklaven im Pfälzerwald, von denen eine bis ans Elmsteiner Tal heranreicht und durch die sie die am weitesten nördlich liegende Ortsgemeinde des Landkreises Südliche Weinstraße darstellt.
Nachbargemeinden sind – im Uhrzeigersinn – Neustadt an der Weinstraße, Altdorf, Venningen, Edenkoben und Maikammer. Die östliche Exklave grenzt im Uhrzeigersinn an – Exklaven kursiv gesetzt – Sankt Martin, Edenkoben, Altdorf, Böbingen und Gommersheim. Die andere westlich gelegene Exklave grenzt an Esthal, Neustadt an der Weinstraße, Maikammer, Gommersheim, Böbingen, Altdorf, Venningen und Elmstein.

### Erhebungen und Gewässer
Durch die Gemeinde fließt der Kropsbach in West-Ost-Richtung; vor Ort speist dieser den Schlossweiher. Sein rechter Zufluss Riedgraben bildet weitgehend die Gemarkungsgrenze zu Venningen.
Innerhalb der einen Exklave erstreckt sich der 608,3 Meter hohe Morschenberg. In der anderen, weiter nordwestlich gelegenen, befindet sich die Westflanke des etwa 489 Meter hohen Kanzelkopfs. Im Nordwesten wird diese durch den Speyerbach, im Nordosten durch den Argenbach und im Westen durch den Helmbach sowie den Kohlbach begrenzt. Zudem umfasst sie das Ostufer des Helmbachweihers. Der Argenbach nimmt zudem von links den auf seiner gesamten Länge innerhalb der Waldexklave verlaufenden Habichtstalbach auf.

## Geschichte

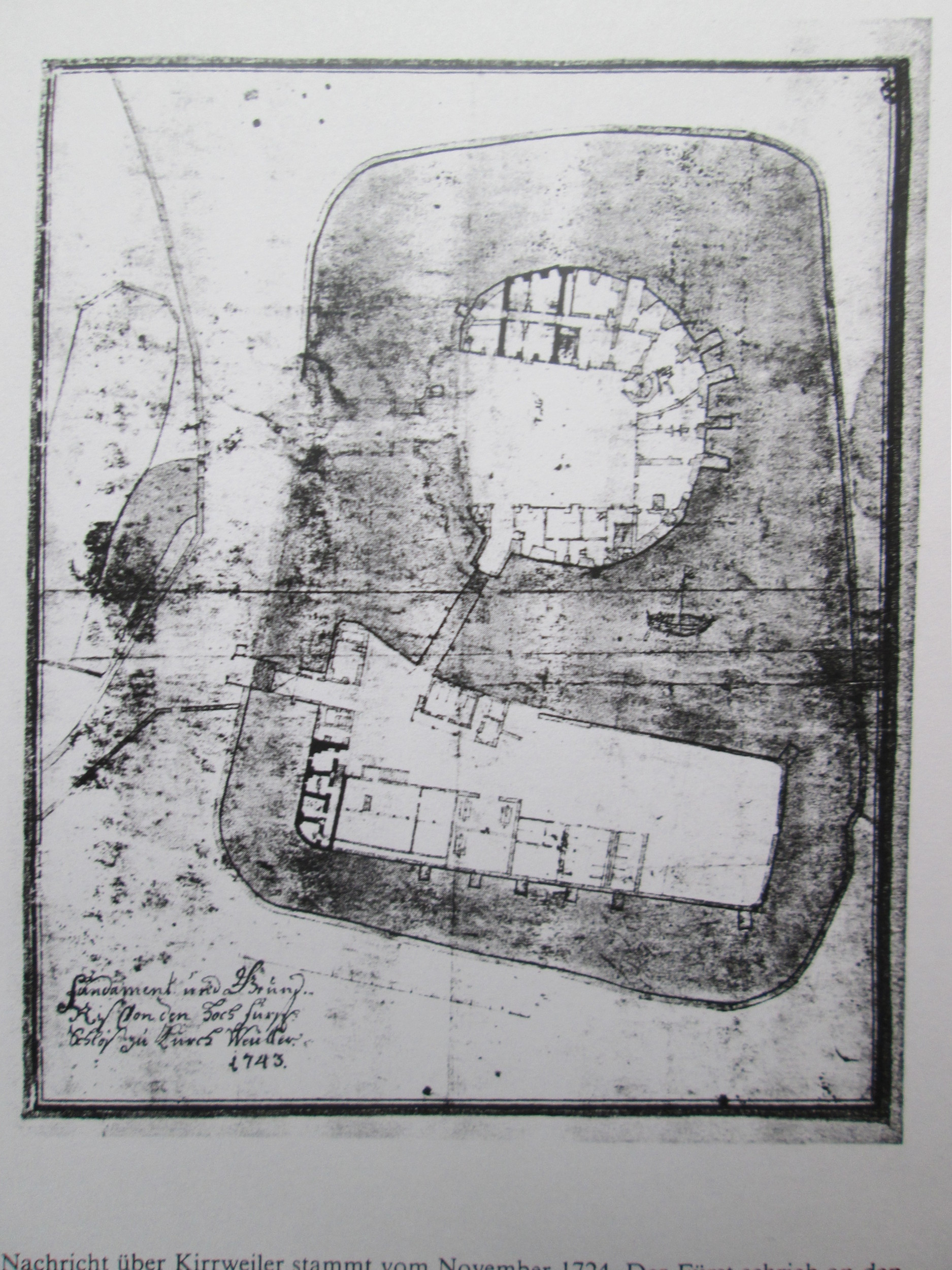
Schloss Kirrweiler 1743

Im Ort befand sich einst eine Wasserburg der Bischöfe von Speyer, die 1280 erstmals urkundlich erwähnt wurde. Seit dem 16. Jh. war sie bischöflicher Amtssitz. Im 18. Jahrhundert erfolgte ein Schloss-Neubau durch Johann Leonhard Stahl. In der Französischen Revolution ging das Schloss unter. Erhalten ist nur die Schaffnerei.
Gemäß einer Steuerstatistik aus dem Jahr 1341 musste Kirrweiler jährlich eine Steuer von 28 Pfund Pfennigen an das Hochstift Speyer, zu dem die Gemeinde damals gehörte, aufbringen. Bis Ende des 18. Jahrhunderts gehörte der Ort zum besagten Hochstift; innerhalb diesem war die Gemeinde Sitz eines gleichnamigen Oberamtes. 1794 fand vor Ort das Gefecht von Kirrweiler statt.
Von 1798 bis 1814, als die Pfalz ein Teil der Französischen Republik (bis 1804) und anschließend des Napoleonischen Kaiserreichs war, war Kirrweiler in den Kanton Edenkoben im Departement des Niederrheins eingegliedert und besaß eine eigene Mairie. 1815 hatte die Gemeinde insgesamt 1310 Einwohner. Im selben Jahr wurde der Ort Österreich zugeschlagen. Bereits ein Jahr später wechselte der Ort wie die gesamte Pfalz in das Königreich Bayern. Von 1818 bis 1862 gehörte Kirrweiler dem Landkommissariat Landau an; aus diesem ging anschließend das Bezirksamt Landau hervor.
Ab 1939 war der Ort ein Bestandteil des Landkreises an der Pfalz. Nach dem Zweiten Weltkrieg wurde Kirrweiler innerhalb der französischen Besatzungszone Teil des damals neu gebildeten Landes Rheinland-Pfalz. Im Zuge der ersten rheinland-pfälzischen Verwaltungsreform wechselte der Ort am 7. Juni 1969 in den neu geschaffenen Landkreis Landau-Bad Bergzabern, der 1978 in Landkreis Südliche Weinstraße umbenannt wurde. 1972 wurde Kirrweiler der ebenfalls neu gebildeten Verbandsgemeinde Maikammer zugeordnet. Durch Auflösung Letzterer war Kirrweiler ab Juli 2014 zunächst ein Bestandteil der Verbandsgemeinde Edenkoben, ehe ein Jahr später das Maikammerer Pendant per Urteil des Verfassungsgerichtshofes wiederhergestellt wurde.

## Religion

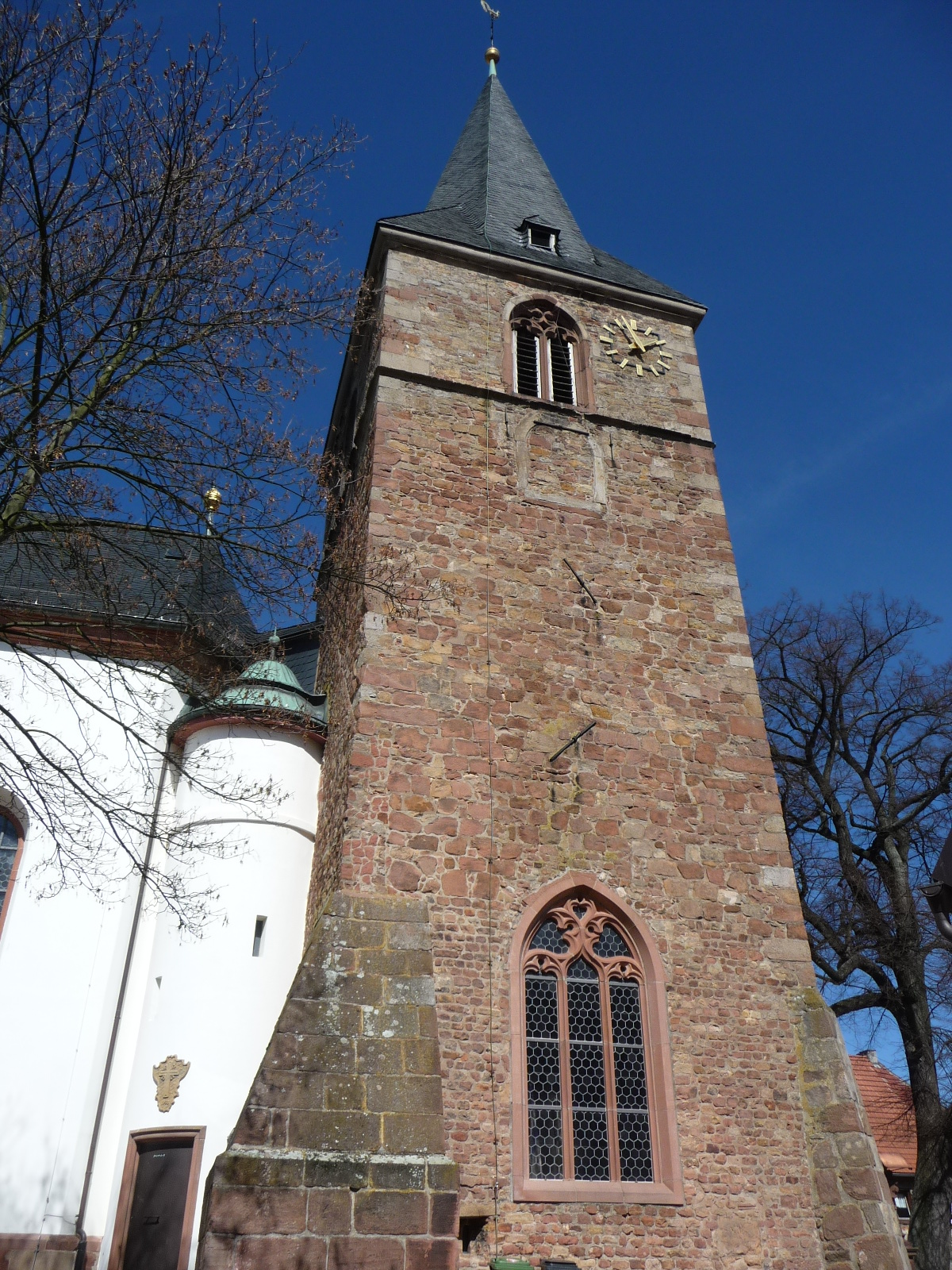
Pfarrkirche

Am 31. Oktober 2014 waren 59,1 % der Einwohner katholisch und 23,4 % evangelisch. Die übrigen 17,5 % gehörten einer anderen Religion an oder waren konfessionslos. Die Anteile der Katholiken und Protestanten sind seitdem gesunken. Derzeit (Stand 31. Januar 2023) sind von den Einwohnern 49,5 % katholisch, 21,8 % evangelisch und 28,7 % sind konfessionslos oder gehören einer anderen Glaubensgemeinschaft an.

### Christentum
Die Katholiken gehören zum Bistum Speyer, die Evangelischen zur Protestantischen Landeskirche Pfalz.
Das berühmte hölzerne Gnadenbild der Patrona Spirensis aus dem Speyerer Dom, vor dem bereits der heilige Bernhard von Clairvaux gebetet hatte, wurde, nachdem es den Dombrand 1689 unversehrt überstanden hatte, von Generalvikar Heinrich Hartard von Rollingen in die Kirche nach Kirrweiler überführt. Von dort kehrte die Marienfigur später wieder in den Dom zurück, fiel jedoch 1794 französischen Revolutionären in Speyer zum Opfer, die es verbrannten. Es existiert davon nur noch ein vorher abgebrochener Fuß des Jesuskindes als Reliquie. 1930 erhielt der Speyerer Dom ein neues Gnadenbild, das sich am Aussehen des alten orientiert.

### Judentum
Vor Ort befand sich einst eine Synagoge, die während des frühen 20. Jahrhunderts profaniert wurde und deren Gebäude erhalten blieb, sowie ein jüdischer Friedhof.

## Politik

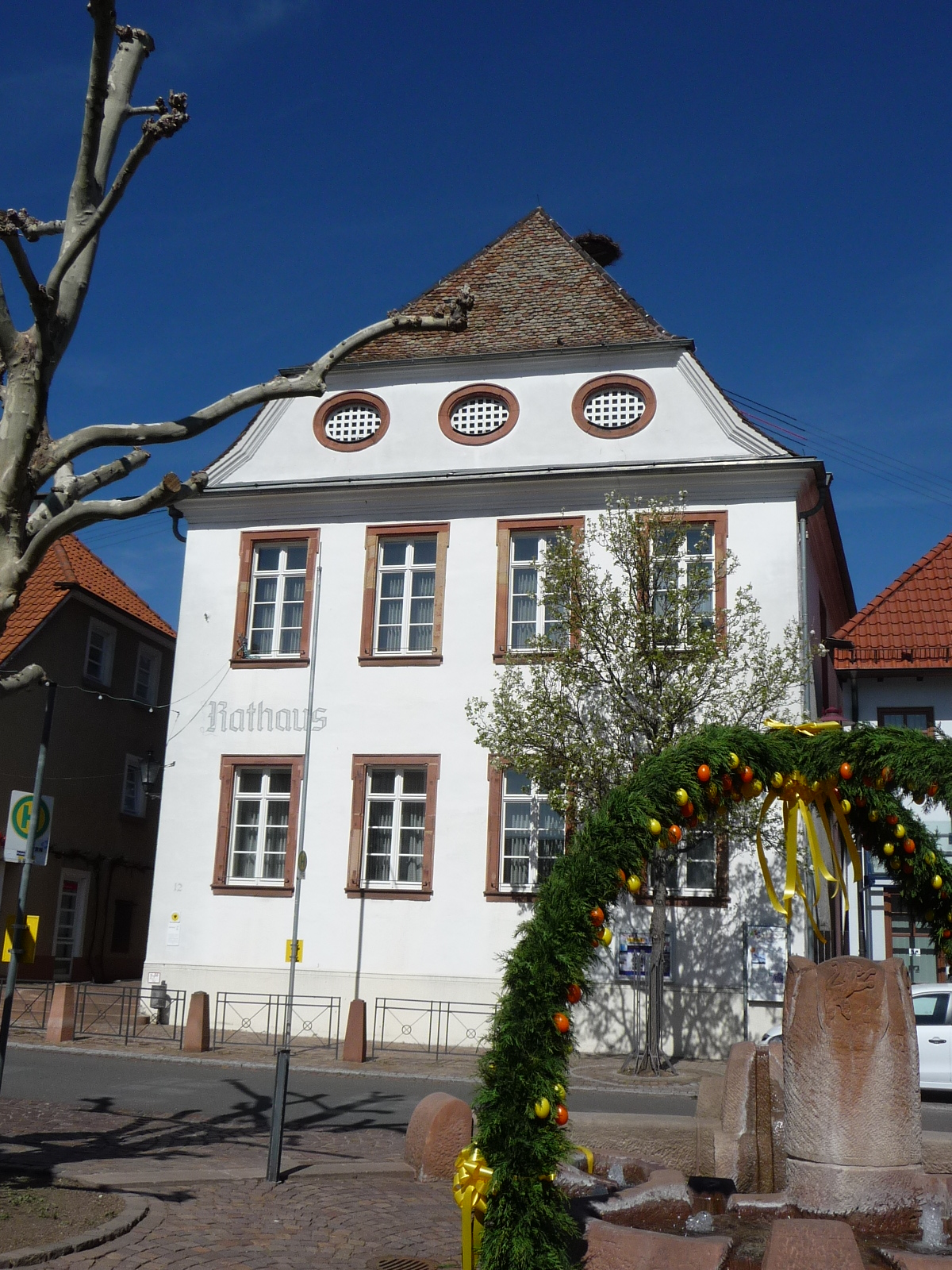
Rathaus und Osterbrunnen

### Gemeinderat
Der Gemeinderat in Kirrweiler besteht aus 16 Ratsmitgliedern, die bei der Kommunalwahl am 9. Juni 2024 in einer personalisierten Verhältniswahl gewählt wurden, und dem ehrenamtlichen Ortsbürgermeister als Vorsitzendem.
Die Sitzverteilung im Gemeinderat:
| Wahl | SPD | CDU | BL | Gesamt   |
| ---- | --- | --- | -- | -------- |
| 2024 | 1   | 6   | 9  | 16 Sitze |
| 2019 | 1   | 5   | 10 | 16 Sitze |
| 2014 | 1   | 6   | 9  | 16 Sitze |
| 2009 | 1   | 7   | 8  | 16 Sitze |
| 2004 | 2   | 9   | 5  | 16 Sitze |

- BL = Bürgerliste e. V.

### Bürgermeister
Bürgermeister ist seit 2009 Rolf Metzger von der BL. Bei der Direktwahl am 26. Mai 2019 wurde er mit einem Stimmenanteil von 80,94 % und am 9. Juni 2024 als einziger Bewerber mit 84,0 % jeweils für weitere fünf Jahre in seinem Amt bestätigt. Sein Vorgänger war Hans-Peter Stollhof.

### Wappen
| Wappen von Kirrweiler | Blasonierung: „In Silber ein schwarzes Kreuz, dessen Schaft nach oben linkshin hakenförmig umgebogen ist.“                                                                            |
| Wappen von Kirrweiler | Wappenbegründung: Es wurde 1962 vom Mainzer Innenministerium genehmigt und geht zurück auf ein Siegel von 1703. Es erinnert daran, dass Kirrweiler Amtsort des Hochstifts Speyer war. |

### Städtepartnerschaften
Partnerschaften bestehen zu Kirrweiler (bei Lauterecken) im Landkreis Kusel (das seit 1969 ebenfalls zur Pfalz gehört, wodurch sich der andernfalls nichteindeutige Namenszusatz von Kirrweiler (Pfalz) historisch erklärt) sowie mit Kirrwiller im Elsass und Kirviller in Lothringen.

## Kultur und Sehenswürdigkeiten

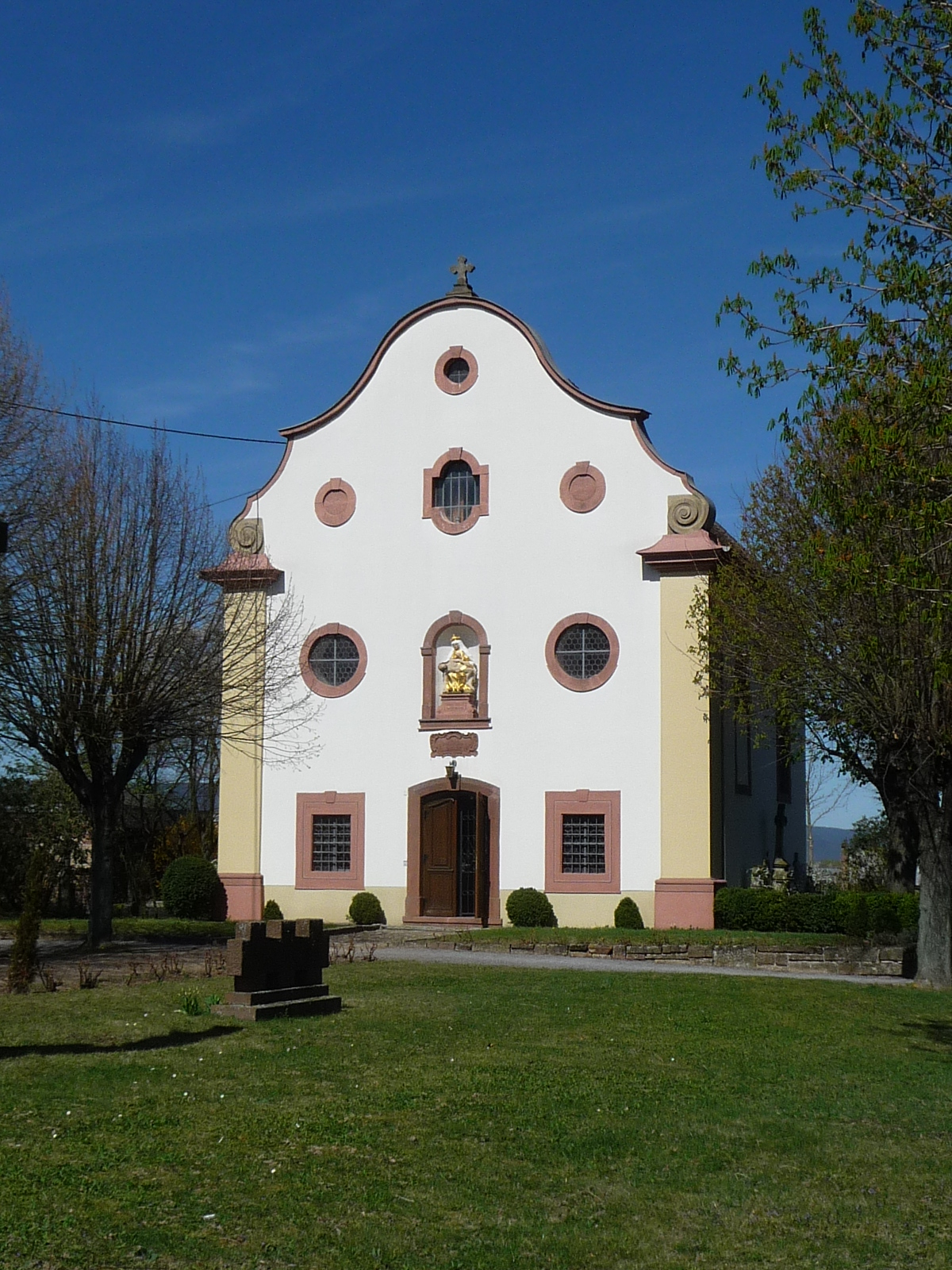
Marienkapelle am Friedhof
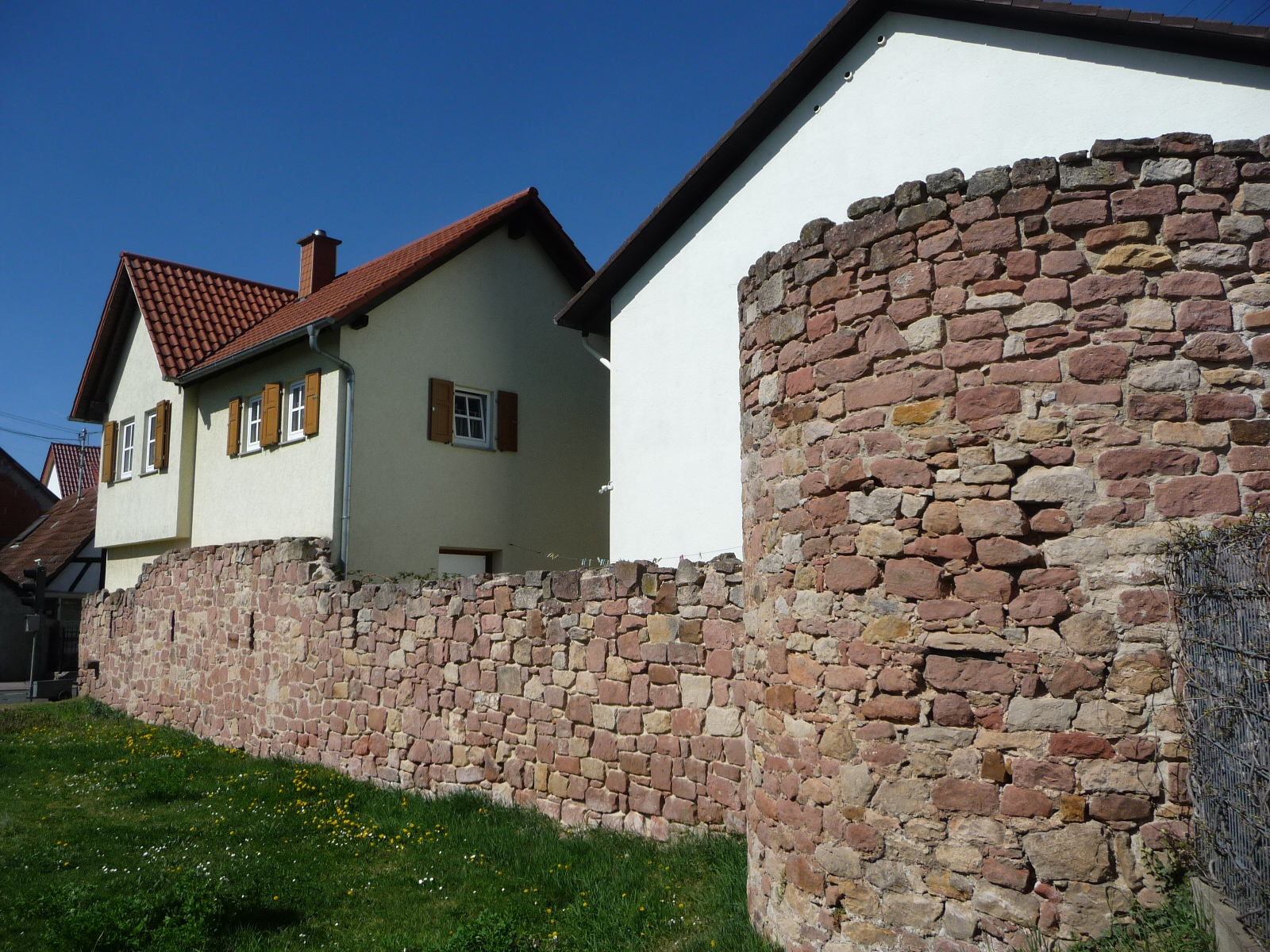
Reste der Stadtmauer

### Kulturdenkmäler
Der jüdische Friedhof, die Marktstraße, der Ortskern und die Ortsbefestigung sind jeweils als Denkmalzonen ausgewiesen. Letztere besteht aus einer noch in Resten erhaltenen Mauer um Kirrweiler, welche erbaut wurde, als das Schloss noch bestand.
Zahlreiche Einzelobjekte, stehen unter Denkmalschutz, darunter die Marienkapelle am Friedhof. Sie wurde in den Jahren 1765 bis 1769 erbaut und ist der mater dolorosa geweiht. 1964 wurde sie renoviert und mit Stuck und Deckengemälden (Gschwendner) neu ausgestattet. Ein weiteres Kulturdenkmal stellt das örtliche Gasthaus Zur Krone dar.

### Natur
Einziges Naturdenkmal vor Ort ist ein Ensemble von drei Rosskastanien Die beiden Exklaven sind Bestandteil des Naturparks Pfälzerwald. In der einen befindet sich der Ritterstein 92, der auf den benachbarten Röhringsbrunnen verweist.

### Regelmäßige Veranstaltungen
Das Weinfest findet alljährlich am ersten Wochenende im Juli statt. Die Kerwe findet alljährlich am zweiten Wochenende im September in der Gemeinde statt.

## Wirtschaft und Infrastruktur

### Wirtschaft

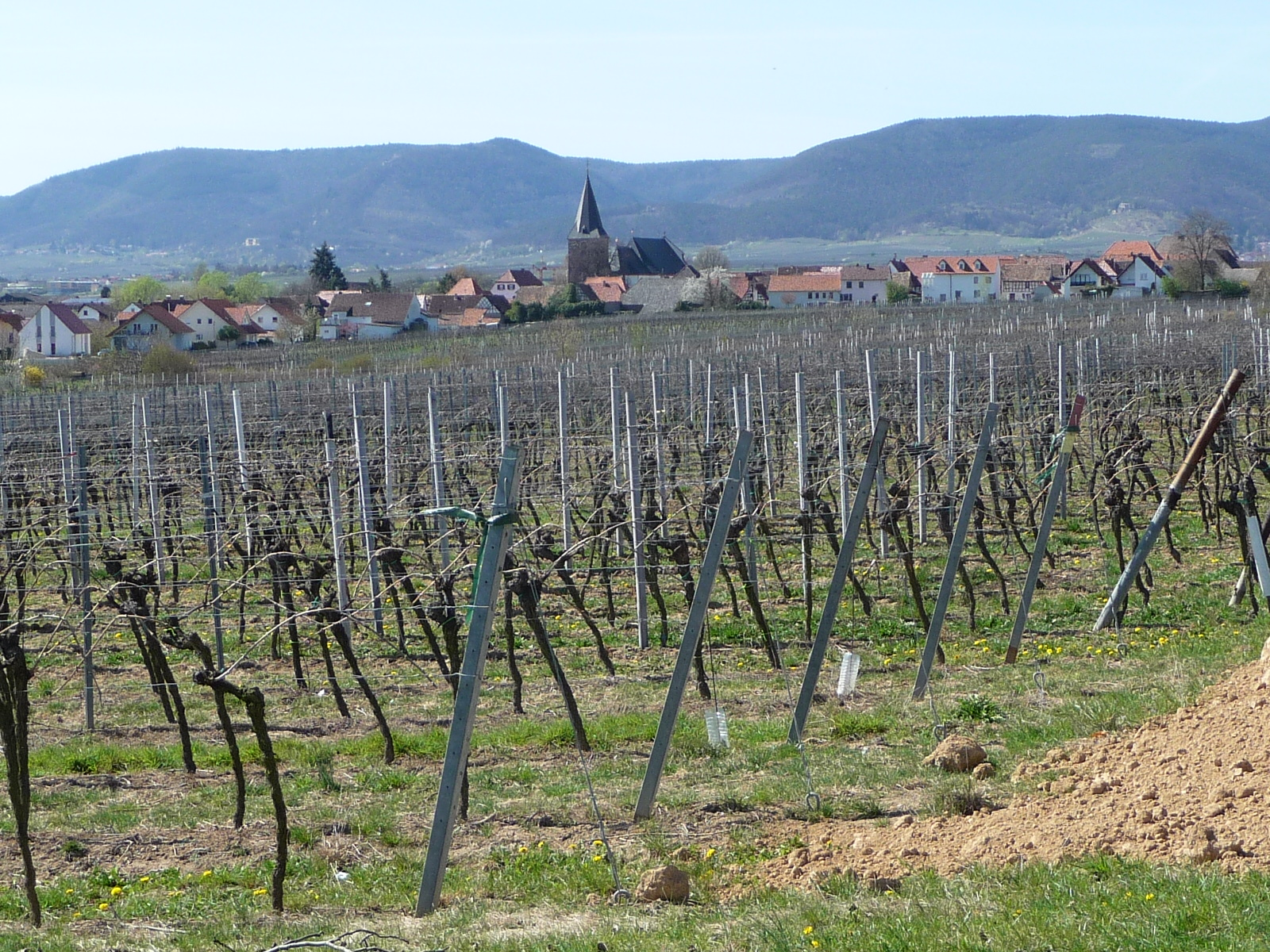
Weinberg innerhalb von Kirrweiler

Kirrweiler ist erheblich vom Weinbau geprägt und zählt zu den größten Gemeinden im Weinbaugebiet Pfalz. Die bestockte Rebfläche betrug 2005 594 Hektar. Auf der Gemarkung von Kirrweiler befinden sich die Einzellagen Mandelberg, Oberschloss und Römerweg, die alle zur Großlage Maikammerer Mandelhöhe gehören.
Im Zuge der Haingeraide war Kirrweiler an der sogenannten fünften Haingeraiden beteiligt, die in der frühen Neuzeit aufgelöst und teilweise der Gemeinde unterstellt wurde. Auf Gemarkung der westlichen Exklave befindet sich das Forsthaus Breitenstein.

### Verkehr

#### Straße

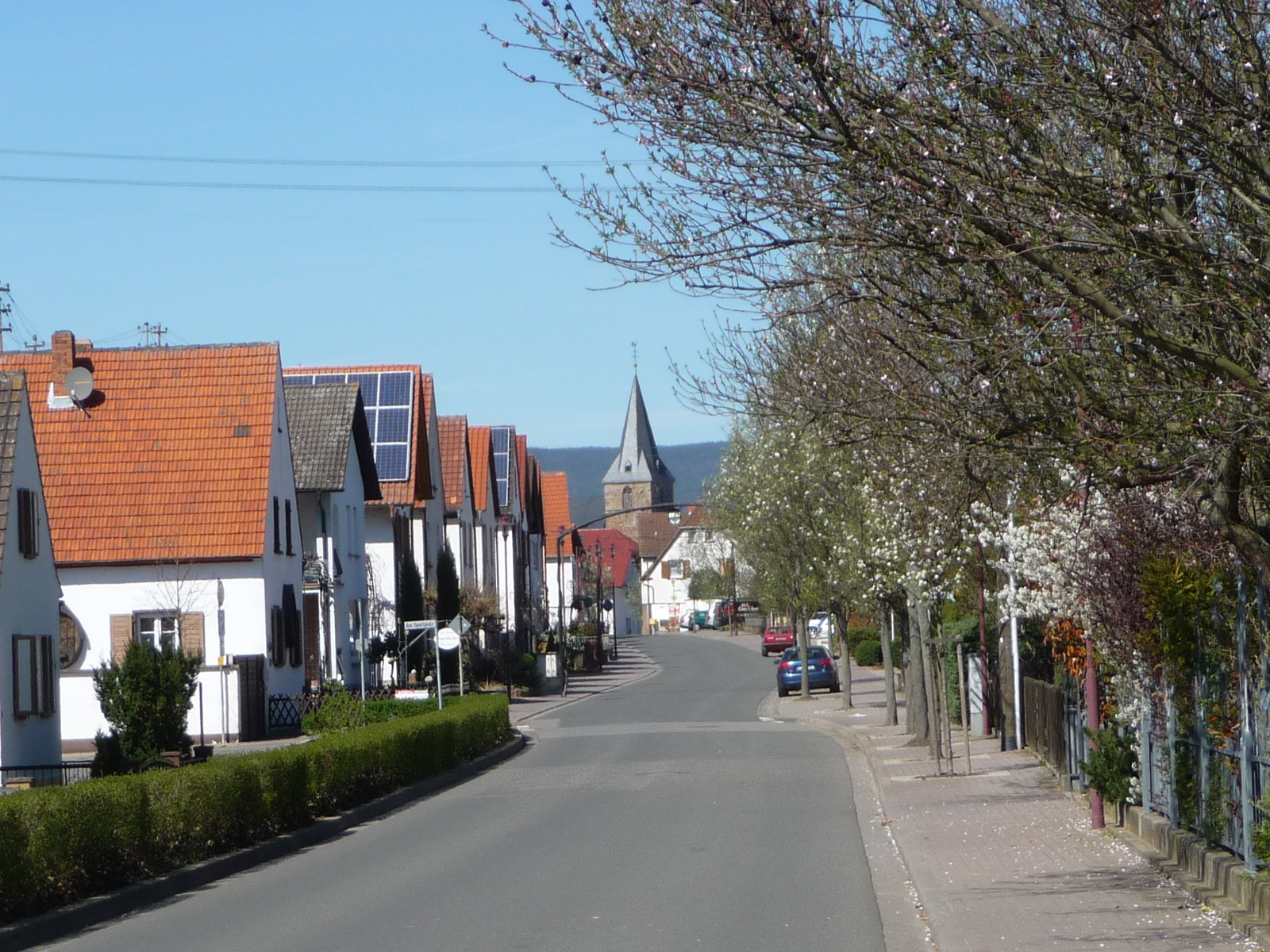
Landesstraße 542 innerhalb von Kirrweiler

Durch die Gemeinde führt in West-Ost-Richtung die Landesstraße 515, die sie mit Maikammer und Duttweiler verbindet. Mitten im Siedlungsgebiet zweigt von dieser die Landesstraße 542 nach Süden ab und die bis nach Kandel führt. Nächstgelegener Autobahnanschluss zur A 65 ist Edenkoben. Durch den Ort verläuft die von PalatinaBus betriebene Buslinie 504 des Verkehrsverbundes Rhein-Neckar, die den Ort mit Maikammer verbindet; einzelne Fahrten werden bis Edenkoben durchgebunden. Die Totenkopfstraße verläuft teilweise durch die westliche Waldexklave.

#### Schiene
Kirrweiler verfügt auf seiner Gemarkung gemeinsam mit Maikammer über den Haltepunkt Maikammer-Kirrweiler an der 1855 eröffneten Pfälzischen Maximiliansbahn, von dem Züge Richtung Neustadt, Karlsruhe sowie Wissembourg verkehren. Die Betriebsstelle war früher ein Bahnhof und liegt in einem Gewerbegebiet. In den 1980er Jahren wurde er umgebaut und der Mittel- durch einen Seitenbahnsteig ersetzt. Das Empfangsgebäude entsprach der in der Pfalz üblichen Typenbauweise. Es hat wie die Güterhalle und die Laderampe für den Bahnbetrieb keine Bedeutung mehr. Inzwischen wurde er modernisiert, dabei wurden die Bahnsteige erhöht, sein Umfeld wurde umgestaltet.

### Tourismus
Die Gemeinde liegt an der Nordroute der Pfälzer Jakobswege. Innerhalb der weiter östlich liegenden Waldexklave befindet sich die 1904 eingeweihte und vom Pfälzerwald-Verein betriebene St.-Martiner Hütte. Durch die westliche Waldexklave verlaufen der mit einem gelben Kreuz markierte Fernwanderweg Saar-Rhein-Main, der von Homburg bis nach Wörth am Main führt und ein Weg, der mit einem grün-gelben Kreuz markiert ist. Dieser führt von Bexbach über Neustadt an der Weinstraße bis nach Ludwigshafen am Rhein. Einer, der mit einem grün-weißen Balken gekennzeichnet ist, verläuft durch beide Exklaven und verbindet Hertlingshausen mit Sankt Martin.

### Bildung
Vor Ort existiert eine Grundschule.

## Persönlichkeiten

### Ehrenbürger
- 1952: Schwester Oberin Quirina (Barbara Frohmüller) (1870–1954)
- 1935, 18. Februar: Carl Theodor Schultz (1905–1969), Pfarrer (Rundfunkpfarrer)
- 1974: Ludwig Sebastian (1900–1988), Bürgermeister
- 1997: Schwester Blancarda (1893–?)
- 2001, 13. Januar: Wolfgang Roth, früherer Ortsbürgermeister von Kirrweiler[19]
- 2001, 13. Januar: Hermann Zöller (1938–2020),[20] früherer Beigeordneter der Gemeinde Kirrweiler[21]

### Söhne und Töchter der Gemeinde
- Florenz von Venningen (1466–1538), Jurist und Apotheker in Heidelberg
- Georg Schweicker (≈1500–1563), Weihbischof von Speyer, Teilnehmer am Konzil von Trient
- Alexius von Speyer (1583–1629), Kapuziner, engster Mitarbeiter des Heiligen Fidelis von Sigmaringen.
- Anselm Franz Speck (≈1728–1798), Glockengießer
- Johann Theodor von Thurn (1768–1836), Schweizer Politiker

### Personen, die vor Ort gewirkt haben
- Johann Ignaz Seuffert (1728–1807), fürstlich speyerischer Orgelmacher, hat über 30 Orgeln gebaut, starb vor Ort.
- Joseph Guhmann (1762–1843), Beamter, ab etwa 1794 Amtsschreiber in Kirrweiler
- Max Asam (1936–2015), Brigadegeneral der Bundeswehr, starb vor Ort.
- Dominique Heintz (* 1993), Fußballspieler, spielte bis 2001 beim örtlichen Fußballverein.